# Рукавишников, Митрофан Сергеевич
Митрофан Сергеевич Рукави́шников (1887, Нижний Новгород — 1946, Москва) — скульптор, график театральный художник.

## Биография
Родился 24 мая 1887 года в Нижнем Новгороде в семье Сергея Михайловича Рукавишникова — сына известного нижегородского купца-предпринимателя Михаила Григорьевича Рукавишникова.
В 1901—1907 годах учился в Нижегородском дворянском институте, по окончании которого уехал в Москву для получения юридического образования в университете. В конце 1908 — начале 1909 года познакомился и близко сошёлся с английским театральным и оперным режиссёром Эдвардом Гордоном Крэгом и, оставив университет, осенью 1909 года поступил учеником к С. Т. Конёнкову.
В течение двух лет обучения, работая преимущественно с темой древнеславянской мифологии, Рукавишников также изучал с помощью И. В. Цветаева историю искусства. В конце 1911 года выехал за границу, где под влиянием лучших образцов итальянского искусства появились классицистические тенденции в его творчестве.
Весной 1912 года вернулся в Нижний Новгород, и в течение двух лет изучал труд и быт волжских грузчиков, делая с них зарисовки. Итогом стали две полнофигурные статуи: «Грузчик с бочкой» и «Грузчик с мешком» (обе - 1912-1913, гипс, местонахождение неизвестно), а также работа «Голова грузчика» (1912, бронза, местонахождение неизвестно). На эту же тему им был также создан ряд композиционных картонов и акварелей.
В 1913 году снова уехал в Италию, где стал вольнослушателем Римского университета. Весной 1916 года вернулся в Россию, был призван в действующую армию; воевал на юго-западном фронте. В 1917 году, после февральской революции вернулся в Нижний Новгород. Октябрьская революция круто поменяла жизнь обеспеченного молодого скульптора. Дом Рукавишниковых был реквизирован и превращён весной 1918 года в Народный исторический музей. На мастерскую М. С. Рукавишникова, а также находившиеся в доме предметы живописи, скульптуры, библиотеку, обстановку, декоративные предметы и библиотеку с обстановкой, принадлежавшие его брату И. С. Рукавишникову, были выданы охранные грамоты лично Народным комиссаром по просвещению Анатолием Васильевичем Луначарским.
В 1919 году М. С. Рукавишников впервые принял участие в выставке — «Первой выставке картин профессиональных художников-живописцев в Нижнем Новгороде». Его работы получили одобрительные отзывы — и созданные в период учёбы у Конёнкова («Свист-Голова», «Лунное божество», «Ведьма»), так и статуи «Грузчиков». Однако братья не чувствовали себя в безопасности и в конце 1919 года перебрались в Москву. Иван Сергеевич Рукавишников стал руководителем по организации Дворца искусств на Поварской улице. А Митрофан Сергеевич занялся «агиткультурной» работой — в политуправлении Реввоенсовета (ПУРе), военкомате города Москвы и Губполитпросвете. В 1920 году была закончена передвижная фреска «Отдыхающие грузчики» (2 х 2,5 м), начатая ещё в 1913 году.
В 1920-х годах он активно занимался театральной декорацией и костюмами. В 1923 году он закончил работу над первым «хорео-действом» «Исход», который тогда же был принят к постановке академическими театрами Петрограда; в 1924 году создал «Балет на льду», а в 1924—1925 годах работал над постановкой «Царь Максимилиан» (по одноимённой пьесе А. Ремизова). В 1926 году закончил вторую театрально-монументальную постановку «Максимилиан». Вскоре его пригласили в музей Института К. Маркса и Ф. Энгельса «работать в качестве знатока в архитектуре, помогать строить и оформлять внутри новое здание института, а также оформлять выставки музея института, словом, заведовать всей художественной частью».
В середине 1920-х годах он переключился на архитектурно-скульптурные проекты. В 1926 году была создана скульптура «Карл Маркс» (мрамор, местонахождение неизвестно), в 1930 году — «Переходящий приз для ОКДВА» (бронза, местонахождение неизвестно. Бронзовый отлив - 1990-е, собрание семьи Рукавишниковых), выполненного скульптором в рамках конкурса, объявленного «Всекохудожником» для частей Особой Краснознамённой Дальневосточной армии. 

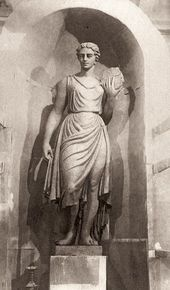
Муза с бубном

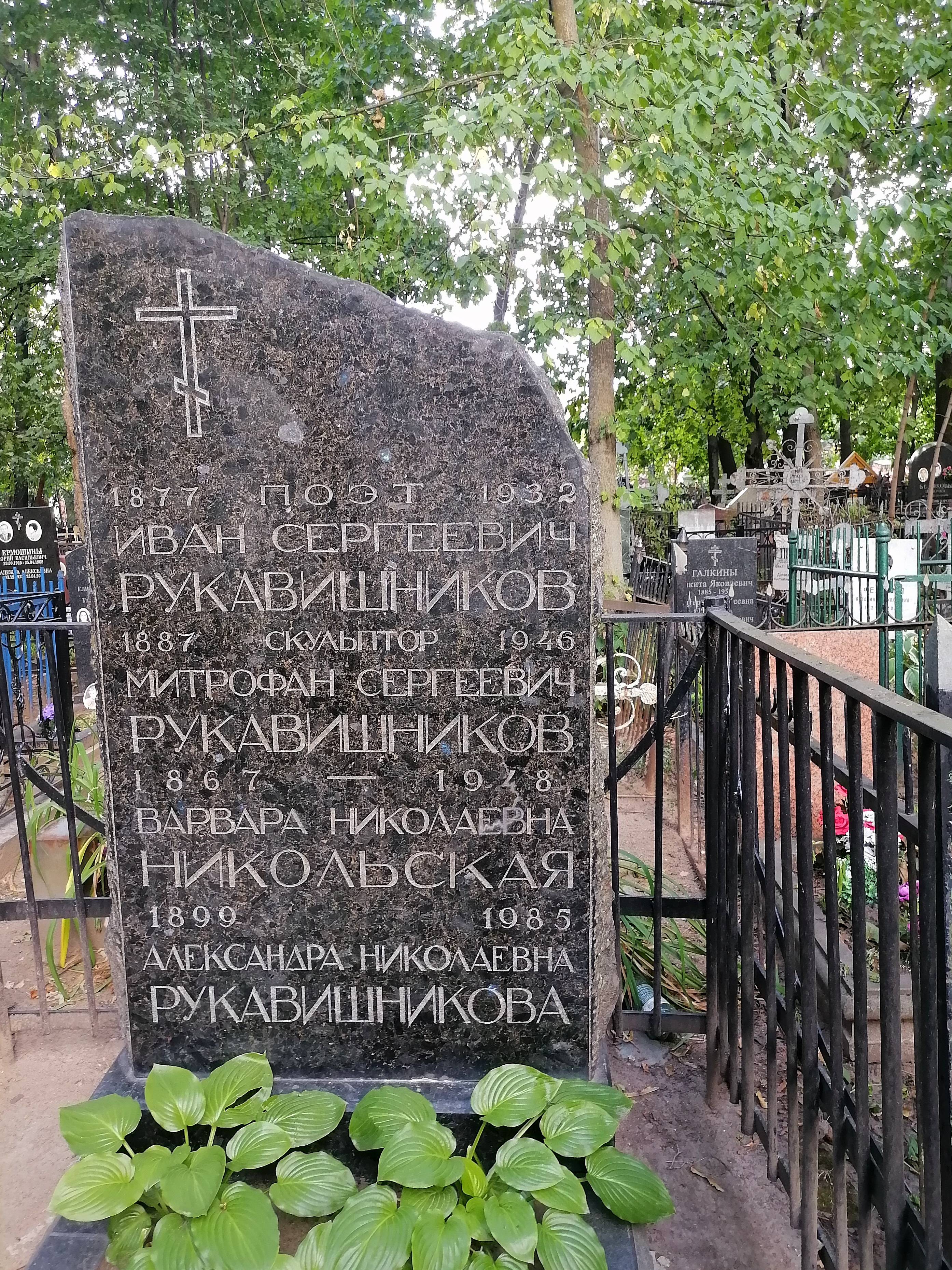
Могила на Ваганьковском кладбище

В 1920—1930-е годы он был практически постоянным участником многих выставок. Одна из самых значительных — «Художники РСФСР за 15 лет» (1932, 1933), которая проводилась сначала в Ленинграде, а затем в Москве. На ней он представил семь работ: «Марат» (1925—1930, мрамор, Российский государственный архив социально-политической истории), «О. Бланки» (1926, мрамор, местонахождение неизвестно), «Гегель» (1928, мрамор, собрание семьи Рукавишниковых), «Парижские коммунары 1871 г» (1929, дерево, местонахождение неизвестно), «Спиноза» (1929, гипс, местонахождение неизвестно), «Адам Смит» (1930, мрамор, местонахождение неизвестно), «Садовница» (до 1930, гипс, местонахождение неизвестно).
К концу 1930-х начинает работать над монументально-декоративной композицией, посвящённой русским авиаторам. Располагалась эта композиция на крыше «Центрального дома гражданского воздушного флота», перестроенного из студии «Детфильм», а прежде — гостиницы «Яр». На крыше гостиницы была установлена скульптурная группа — самолёт и фигуры лётчиков. Композиция погибла во время одной из бомбёжек Москвы, а медальоны после войны сняли и заменили фигурами танцовщиц работы М. Г. Манизера.
В 1937 году Рукавишников получил от Союза художников «„мастерскую на Маяковке“ размером 80 метров на втором этаже в доме с „нехорошей квартирой“, описанной М. А. Булгаковым в романе „Мастер и Маргарита“».
Одной из последних важных работ скульптора стала «Муза с бубном» (известняк, высота 3,5 м), установленная на фасаде Большого театра в Москве. В 1942 году, после попадания бомбы в здание Большого театра, Митрофан Рукавишников вместе со скульптором Сергеем Кольцовым изготовили по своему собственному проекту гипсовые фигуры муз для ниш здания театра. В связи с реконструкцией Большого театра и принятым решением о восстановлении первоначального облика здания фигуры муз, решено было снять.
Умер Митрофан Сергеевич Рукавишников в 1946 году в возрасте 59 лет, похоронен в Москве на Ваганьковском кладбище, вместе с братом Иваном Сергеевичем Рукавишниковым (15 уч.)..
Сын — Иулиан Митрофанович Рукавишников (1922—2000).